# Johnny Ventura

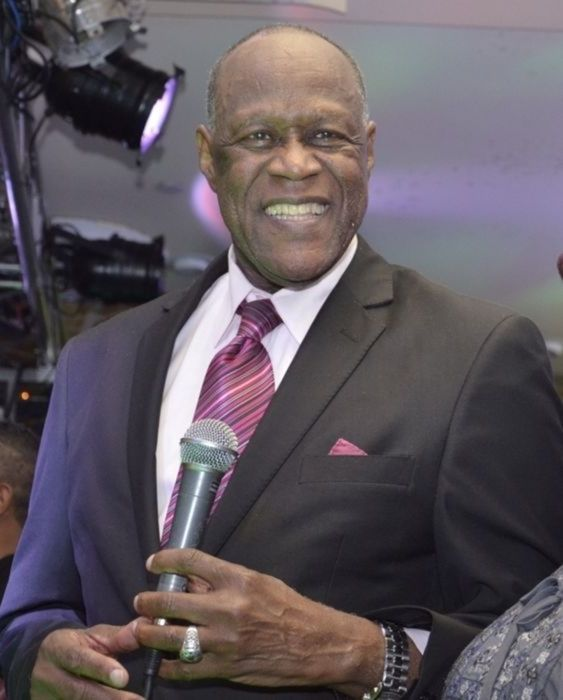
Johnny Ventura (2011)

Johnny Ventura (Juan de Dios Ventura Soriano; * 8. März 1940 in Santo Domingo; † 28. Juli 2021 in Santiago de los Caballeros) war ein dominikanischer, auf Merengue spezialisierter Sänger und Komponist. Des Weiteren war er Anwalt und als Politiker tätig.
Ventura hatte seine ersten Rundfunkauftritte bereits im Alter von sechzehn Jahren. Er war Preisträger im Wettbewerb La TV busca una estrella und anderen Nachwuchswettbewerben und studierte an der Musikschule von La Voz Dominicana Gesang. 1959 nahm er den Namen Jonny Ventura an. Er trat mit dem Orchester von Rondón Votau auf und wurde 1961 Mitglied der Gruppe des Perkussionisten Donald Wild.
1962 sang er mit der Combo Caribe von Luis Pérez und nahm mit ihr die eigene Komposition Cuidado con el cuabero und La agarradera von Pérez und später seine erste eigene LP auf. 1963 nahm ihn Papa Molina als Sänger und Güireaspieler in das Super Orquesta San José auf, mit dem er in den zwei Jahren seiner Zugehörigkeit Musiker wie Vinicio Franco und Grecia Aquino begleitete.
1964 gründete er die Combo Show, mit der er im Folgejahr drei LPs aufnahm. Er reiste mit der Gruppe durch die USA, Puerto Rico, Kolumbien und Curacao. Mit dem Titel La muerte de Martín gewann die Combo mit dem Sänger Luis Martí ihre erste goldene Schallplatte.
Berühmt wurde Ventura in Lateinamerika mit Songs wie Patacón Pisao, María, El Elevador, Con Mi Comadre, Oye Capullo und El Negrito es el único tuyo. Duettaufnahmen entstanden u. a. mit Celia Cruz, Willy Chirino, Millie Quezada, Rolando Laserie, María Díaz, Andy Montañez, Armando Manzanero, Daniela Romo, Wilfrido Vargas und Víctor Víctor. Insgesamt nahm Ventura mehr als 100 Alben auf. Auch sein Sohn Jandy Ventura ist als Sänger bekannt.
Daneben war Ventura auch politisch aktiv. Er wurde 1962 Mitglied der Partido Revolucionario Dominicano und war einer ihrer Vizepräsidenten. Zudem war er Abgeordneter des Parlaments und Bürgermeister von Santo Domingo.
Johnny Ventura erlag 81-jährig einem Infarkt.